# إرميا تاباي
إرميا تاباي (الغيلبرتية: Ieremia Tabai؛ و. 1950 – م) هو سياسي من كيريباتي .

## التعليم
تعلم في جامعة فيكتوريا (ويلينغتون).